# ロドリゴ・ファブリ
ロドリゴ・ファブリ（Rodrigo Fabri、1975年1月15日 - ）は、ブラジル・サンパウロ州サントアンドレ出身の元サッカー選手。

## 経歴
グレミオ時代の2002年にブラジル全国選手権で19得点を挙げ、ルイス・ファビアーノと並び得点王に輝いている。
ブラジル代表としては1996年から1997年にかけて3試合に出場、1得点を挙げている。

## 所属クラブ
- 1994-1998  アソシアソン・ポルトゥゲーザ・ジ・デスポルトス

→1998  CRフラメンゴ (loan)
- 1998-2003  レアル・マドリード

→1999  サントスFC (loan)
→1999-2000  レアル・バリャドリード (loan)
→2000-2001  スポルティング・クルーベ・デ・ポルトゥガル (loan)
→2001-2003  グレミオFBPA (loan)
- 2003-2004  アトレティコ・マドリード
- 2004-2005  アトレチコ・ミネイロ
- 2006-2007  サンパウロFC
- 2007-2008  パウリスタFC
- 2008  フィゲイレンセFC
- 2009  ECサント・アンドレ

## 個人タイトル
- ボーラ・ジ・プラッタ（ベストイレブン）: 1996, 1997
- ブラジル全国選手権得点王：2002